# Ricardo Enríquez Sancho
Ricardo Enríquez Sancho (Madrid, 25 de julio de 1944) es un jurista español, que ejerce del Tribunal Constitucional desde 2014.

## Biografía
Licenciado en Derecho por la Universidad de Madrid (1966), ingresó en la carrera judicial en 1971 y prestó servicios como juez en los Juzgados de Primera Instancia e Instrucción de Puerto del Rosario (1972), Jerez de los Caballeros (1972-74), Arenas de San Pedro (1974-75) y Avilés (1975-76). En 1976, después de haber aprobado las oposiciones, fue ascendido a magistrado adscrito al orden jurisdiccional contencioso-administrativo y ejerció en las audiencias territoriales de Albacete (1976-77) y Madrid (1977-89) y en el Tribunal Superior de Justicia de la Comunidad de Madrid (1989-90).
En 1990 ascendió a la categoría de magistrado del Tribunal Supremo, donde estuvo destinado en la Sala Tercera; más tarde fue presidente de Sección y, por último, miembro electivo de la Sala de Gobierno (2004-14). También fue vocal de la Junta Electoral Central entre los años 1996 y 2000.
Fue nombrado magistrado del Tribunal Constitucional en 2014 por designación del Senado para suplir la vacante producida por el fallecimiento del magistrado Francisco José Hernando. Tomó posesión el día 18 de marzo de 2014. Se jubiló de la carrera judicial el 25 de julio de 2014, al alcanzar la edad legal de jubilación.
Caducado su mandato como magistrado del Tribunal de Garantías, renovó el nombramiento por designación de la Cámara Alta, renovación que se hizo efectiva el 14 de marzo de 2017.

## Obras
- Los Establecimientos en la nueva Ley de Peligrosidad y Rehabilitación Social. Anuario de la Escuela Judicial, 1971.
- Los Juzgados de Paz. Instituto de Estudios de Administración Local, 1982.
- Los costes del proceso y el derecho a la tutela jurisdiccional. Secretaría Técnica de la Presidencia del Tribunal Supremo, 1983.
- Consideraciones sobre el delito fiscal. Crónica Tributaria, 1985.
- Comentario sistemático en la Ley de Régimen Jurídico de las Administraciones Públicas y del Procedimiento Administrativo Común. Arítuclos 62 a 67. Nulidad y anulabilidad . Carperio, 1993.
- Contestaciones a los Temas del Programa de Ingreso en la Carrera Judicial. Derecho Civil, Derecho Procesal y Derecho Constitucional (con colaboración con Carmelo Madrigal y Pedro José Yagüe). Carperio.
- Intervención Administrativa en materia de Suelo. Licencias, órdenes de ejecución y ruina: naturaleza y régimen jurídico, últimas novedades jurisprudenciales en la materia . Cuadernos de Derecho Judicial, 2003.
- La Contratación Administrativa en la Jurisprudencia del Tribunal Supremo . La ley. Códigos Magíster. 2007.
- Jurisprudencia en materia de contratación administrativa. En Jurisuprudencia contencioso administrativa (2005-2007): anáisis crítico . Consejo General del Poder Judicial, 2007.
- Comentario al Capítulo I del Título III de la Ley 29/1988, de 13 de julio, reguladora de la Jurisdicción Contencioso Administrativa. Actividad administrativa impugnable . Sepin, 2010.